# Adèle d'Osmond
Ne doit pas être confondue avec sa belle-soeur, Aimée Caroillon des Tillières, comtesse d'Osmond.
Adélaïde Charlotte Louise Éléonore dite Adèle d'Osmond, par son mariage comtesse de Boigne, est née le 19 février 1781 à Versailles et morte le 10 mai 1866 à Paris. Elle est connue pour son travail de mémorialiste et son ouvrage Mémoires fut publié intégralement en 5 tomes entre 1921 et 1923 à la suite d'une procédure en justice qui dura plus de 10 ans.

## Biographie
Fille de René Eustache, 4e marquis d'Osmond (1751-1838) et d'Éléonore Dillon (1753-1831), elle fut la compagne de jeux du premier dauphin, Louis-Joseph-Xavier-François de France (1781-1789) à Versailles, sa mère étant dame d'honneur de Madame Adélaïde.
Esprit éclairé et ouvert aux réformes, le marquis s'occupe avec un soin tout particulier de l'éducation de sa fille. Il l'initie très tôt aux subtilités de la politique et de l'économie. À treize ans, celle-ci lit les œuvres d'Adam Smith et en particulier les Recherches sur la nature et les causes de la richesse des nations, publiée en 1776. Les liens qui unissent la famille Dillon et les Osmond aux Orléans contribuent à entretenir dans son esprit un attrait pour le libéralisme à l'anglaise.
Passée par l'Italie alors qu'elle a dix ans dans la suite des tantes de Louis XVI, sa famille gagne rapidement l'Angleterre. Adèle d'Osmond épousa durant l'émigration, à Londres, le 11 juin 1798, l'aventurier Benoît de Boigne, (1751-1830), de son vrai nom Le Borgne. Ils n'eurent pas d'enfant. D'un commun accord, les époux ne tardèrent pas à se séparer et M. de Boigne retourna vivre en Savoie en 1802, laissant à sa femme sa liberté et une pension considérable.
Adèle revint en France en 1804 et fit partie, jusqu’à la chute de l'Empire, des cercles royalistes que Napoléon tolérait. Elle se lia avec madame de Staël et madame Récamier.
Avec le retour des Bourbons en 1814, elle accéda à une position mondaine de premier plan. Elle suivit d'abord son père, nommé ambassadeur à Turin puis à Londres, avant de se fixer définitivement à Paris, avec, à la belle saison, quelques séjours dans ses maisons de Châtenay-Malabry et de Trouville. Elle régnait sur un salon très brillant et assez mélangé, où la haute aristocratie se mêlait au monde de la politique, de la diplomatie et de la littérature.

La monarchie de Juillet devait être le zénith de sa gloire. La famille d'Osmond était en effet très liée à la famille d'Orléans, et Adèle était elle-même une amie intime de la reine des Français, Marie-Amélie de Bourbon qu'elle avait connue en émigration en Italie. Son salon prit un caractère plus nettement politique. Charles de Rémusat s'y rend en 1832 : 

« Elle ouvrit son salon à tout ce qui marqua un peu dans le parti de la nouvelle monarchie. Broglie, Guizot, Thiers, Duchâtel, moi, bien d'autres, nous y fûmes successivement introduits. J'y fus à l'aise d'assez bonne heure (...) C'était une maison agréable où se retrouvaient les débris de l'ancienne société du faubourg Saint-Honoré. Un peu froide, mais gracieuse et bienveillante, Mme de Boigne était une petite femme vieillissante, soignée, presque jolie, mise avec un luxe de bon goût, causant d'une voix douce, et débitant en bons termes des lieux communs assez bien choisis, relevés par quelques finesses judicieuses. Car sa bonté constante ne l'empêchait pas d'apercevoir un travers ou un ridicule. Elle craignait les querelles et le bruit, même une certaine vivacité d'esprit. Un reste de vanité aristocratique, ou sa délicatesse sur les bienséances du monde, la rendait trop insensible au mérite de l'originalité. Elle craignait d'entendre des choses qui eussent troublé la paix de son salon, inquiété la sagesse de M.Pasquier, prêté à sa société un air d'excentricité qui eut fait gloser le faubourg Saint-Germain qui ne pouvait la souffrir (...) On dit qu'elle a écrit, on parle d'un roman, de fragments de mémoires. Si elle a surveillé sa plume comme sa conversation, le verre d'eau sucrée sera fade, mais si elle n'a pas gardé le secret de ses observations propres et intimes, et qu'elle ait su dire ce qu'elle pensait au fond, ses écrits relèveront sa réputation d'esprit quelquefois contestée, faute de verve et d'entraînement. On lui trouvera un jugement délicat, la connaissance du monde et une mémoire assez sûre des événements de société auxquels elle a assisté. »

C'est alors qu'elle rédigea ses célèbres mémoires, publiés en 1907-1908 (dans une version expurgée) et en 1921-1923 (en texte intégral) sous le titre : Récits d'une tante, mémoires de la comtesse de Boigne née d'Osmond. C'est un document irremplaçable sur la monarchie de Juillet. Marcel Proust en fut un lecteur enthousiaste et s'inspira de leur auteur pour forger le personnage de madame de Villeparisis dans La Recherche.
Les Mémoires provoquèrent un petit scandale dans le monde de l'aristocratie et dans celui de l'édition. Certaines familles, dont les ancêtres n'étaient pas ménagés, réclamèrent le retrait de la vente des volumes.

Armoiries de la famille d'Osmond.

Elle fut la maîtresse du chancelier Pasquier : « C'était une croyance assez répandue aux Tuileries et au Luxembourg, écrit Montalivet, qu'après la mort de Mme Pasquier, le chancelier avait épousé en Angleterre Mme de Boigne […] Je suis de ceux qui ont cru au mariage secret. Quoi qu'il en soit, pendant la dernière partie de sa vie, le duc Pasquier vécut avec la comtesse de Boigne dans la plus douce et la plus constante intimité. »
Elle fut aussi l'amie du comte Pozzo di Borgo, ambassadeur de Russie à Paris, et du comte de Nesselrode, ministre des Affaires étrangères du tsar.
Elle est également l'auteur de deux romans, publiés à titre posthume : La Maréchale d'Aubemer, nouvelle du XVIIIe siècle (1866) et Une passion dans le grand monde (1867).

## Œuvres
Romans et nouvelles
- La Maréchale d'Aubemer, nouvelle du XVIIIe siècle, Paris, J. Claye, 1866.
- Une Passion dans le grand monde, 2 volumes, Paris, Michel Lévy Frères, 1867.

Mémoires
- Récits d'une tante, mémoires de la comtesse de Boigne, née d'Osmond, 4 volumes, Paris, Plon-Nourrit et Cie, 1907-1908.
- Récits d'une tante, mémoires de la comtesse de Boigne, née d'Osmond publiés intégralement d'après le manuscrit original, 5 volumes, Paris, Émile-Paul Frères, 1921-1923.

Éditions récentes
- Mémoires, édition établie, commentée et annotée par Henri Rossi (Collection « Bibliothèques des correspondances, mémoires et journaux », 36), Paris, H. Champion, 2007, 1 vol., 1529 p.  (ISBN 978-2-7453-1529-8)